# Mairie de Montrouge (Métro Paris)
Mairie de Montrouge ist eine unterirdische Station der Linie 4 und insgesamt die 303. Station der Pariser Métro. Sie liegt in Montrouge, einem südlichen Vorort von Paris im Département Hauts-de-Seine, unterhalb der Avenue de la République. Die Station wurde am 23. März 2013 eröffnet.

## Fahrgastzahlen

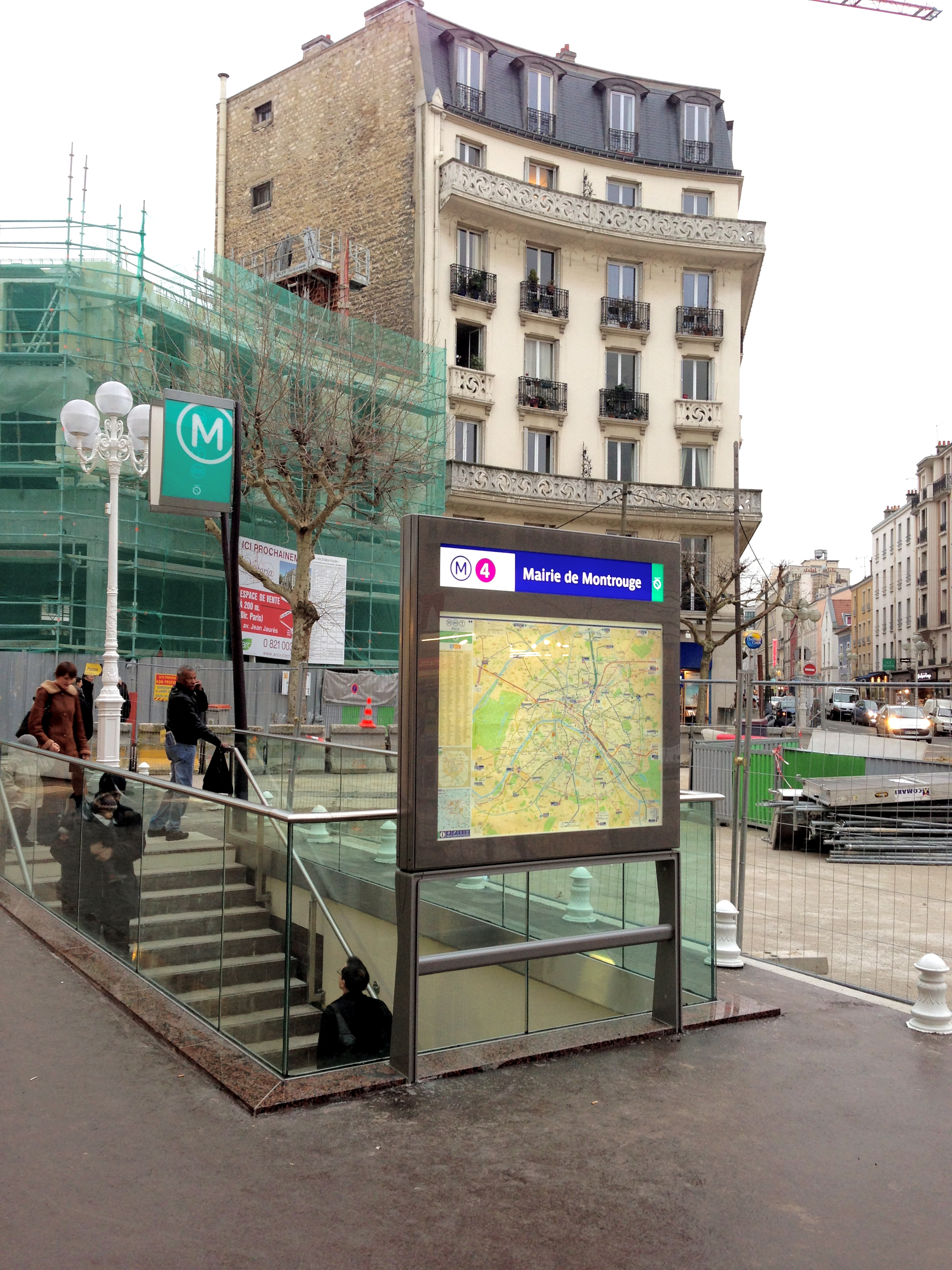
Einer der drei Zugänge zur Station

Im Restjahr 2013 wurden insgesamt 2,9 Millionen an dieser Station gezählt, was einen Tagesdurchschnitt von weniger als 11.000 Personen bedeutet.

## Nur vorübergehend Endstation
Die im März 2013 eröffnete Strecke von Porte d’Orléans nach Mairie de Montrouge ist der erste Teil der geplanten Verlängerung der Linie 4 nach Bagneux.
Langfristig, d. h. nach Fertigstellung der gesamten Verlängerungsstrecke, erwartet die RATP rund 37.000 Fahrgäste pro Tag auf den neuen Stationen.